# Shiren (köpinghuvudort i Kina, Heilongjiang Sheng, lat 46,29, long 126,89)
Shiren (kinesiska: 石人, 石人镇) är en köpinghuvudort i Kina. Den ligger i provinsen Heilongjiang, i den nordöstra delen av landet, omkring 63 kilometer norr om provinshuvudstaden Harbin. Antalet invånare är 27 018. Befolkningen består av 13 522 kvinnor och 13 496 män. Barn under 15 år utgör 13,0 %, vuxna 15-64 år 79 %, och äldre över 65 år 6,0 %.
Runt Shiren är det ganska tätbefolkat, med 248 invånare per kvadratkilometer. Närmaste större samhälle är Baikui, 11,3 km nordost om Shiren. Trakten runt Shiren består till största delen av jordbruksmark.
Genomsnittlig årsnederbörd är 768 millimeter. Den regnigaste månaden är juli, med i genomsnitt 204 mm nederbörd, och den torraste är januari, med 7 mm nederbörd.